# Језера (Тисно)
Језера су насељено мјесто у Далмацији. Припадају општини Тисно, у Шибенско-книнској жупанији, Република Хрватска.

## Географија
Језера се налазе на југоисточном дијелу острва Муртер, око 2 км јужно од Тисног.

## Историја
Насеље се до територијалне реорганизације у Хрватској налазило у некадашњој великој општини Шибеник.

## Становништво
Према попису становништва из 2011. године, насеље Језера су имала 886 становника.
| Демографија | Демографија | Демографија |
| Година      | Становника  | Становника  |
| ----------- | ----------- | ----------- |
| 1971.       | 894         |             |
| 1981.       | 784         |             |
| 1991.       | 838         |             |
| 2001.       | 841         |             |

## Попис1991.
На попису становништва 1991. године, насељено место Језера је имало 838 становника, следећег националног састава:
| Попис 1991.‍  | Попис 1991.‍  | Попис 1991.‍ | Попис 1991.‍ | Попис 1991.‍ |
| ------------ | ------------ | ----------- | ----------- | ----------- |
|              |              |             |             |             |
| Хрвати       | Хрвати       |             | 802         | 95,70%      |
| Срби         | Срби         |             | 9           | 1,07%       |
| Југословени  | Југословени  |             | 8           | 0,95%       |
| Муслимани    | Муслимани    |             | 3           | 0,35%       |
| Италијани    | Италијани    |             | 1           | 0,11%       |
| Словенци     | Словенци     |             | 1           | 0,11%       |
| Црногорци    | Црногорци    |             | 1           | 0,11%       |
| Чеси         | Чеси         |             | 1           | 0,11%       |
| неопредељени | неопредељени |             | 2           | 0,23%       |
| регион. опр. | регион. опр. |             | 2           | 0,23%       |
| непознато    | непознато    |             | 8           | 0,95%       |
| укупно: 838  |              |             |             |             |